# Se veled, se nélküled (film, 2001)
A Se veled, se nélküled (eredeti cím: Me Without You) 2001-ben bemutatott brit filmdráma. 
Sandra Goldbacher írta és rendezte, a főbb szerepeket Michelle Williams, Anna Friel és Oliver Milburn alakítja. A történet két nő mérgező barátságát mutatja be 1970-es évekbeli gyermekkoruktól kezdve a 2000-es évek elejéig.

## Cselekmény
|  | Alább a cselekmény részletei következnek! |

1973: Marina egy széteső bohém, Holly egy zsidó kispolgári családban nő fel. Eltérő jellemük ellenére a két szomszéd lány legjobb barátnők lesznek. Holly kezdettől fogva vonzódik Marina bátyjához, Nathoz.
1978: Az unatkozó tinédzser lányok elmennek egy punk buliba, amiről Nattől hallottak. A buli valójában a drogozásra és szexre korlátozódik. Amíg Marina kipróbálja a heroint, Holly lefekszik Nattel. Marina látja őket és hazafelé menet dühösen kijelenti, hogy Nat biztosan csak azért feküdt le Hollyval, mert a drogok hatása alatt összetévesztette saját barátnőjével. Másnap Nat egy üzenetet hagy Hollynak, melyben a történteket gyönyörűnek, bár nem a megfelelő időzítésűnek tartja. Marina azonban széttépi a levelet.
1982: Marina és Holly egy egyetemre járnak. Marinát leginkább a férfiak, a drogok és a bulik érdeklik, míg Holly belemerül a bölcsészetbe. Bár Holly egyértelműen vonzódik az egyik egyetemi professzorhoz, Danielhez, Marina titokban viszonyt kezdeményez vele. Hamarosan Holly is Daniel szeretője lesz. Amikor Marina rájön, hogy Daniel egyszerre van mindkettőjükkel, Hollyt hibáztatja és nem figyelmezteti. Eközben Nat egy szakítás után visszatér Franciaországból. Hollyban és Natben is tudatosul, hogy szeretik egymást és össze is jönnek. Amikor másnap azonban Holly szakítani megy Danielhez, Marina lelepleződik. Holly teljesen összeomlik, faképnél hagyja Natet és összeveszik Marinával. Miután Marina anyja öngyilkosságot kísérel meg, a két lány kibékül egymással, Nat azonban Marina manipulációjának következtében visszatér Franciaországba régi kapcsolatát megmenteni. Újévkor Nat és francia színésznő barátnője, Isabel bejelentik, hogy összeházasodnak.
1989: Marina és Holly nagyon közeli barátnők maradtak, naponta többször is beszélnek. Marina továbbra is szabados életet él, de éppen megállapodni készül egy zsidó doktornál. Holly viszont kevésbé elégetett írói karrierjével és felszínes párkapcsolatával. Nat házassága sem felhőtlen, felesége sikertelennek tartja karrierjét és féltékeny Hollyra. Nat felkeresi Hollyt a lakásán és bevallja, hogy még mindig szereti, azonban Holly inkább egész korábbi életét hátrahagyva New Yorkba költözne. Marina azzal fenyegeti, hogyha elmegy, elveteti gyerekét.
Holly elutazása előtt együtt szilveszterezik Marina tágabb családjával. Egy játék során Nat újból szerelmet vall Hollynak. Marina idegösszeomlást kap és kijelenti, hogy öngyilkos lesz, ha Holly elmegy. Holly azonban nem enged a zsarolásnak és közli, hogy barátságuk mindkettőjüknek ártalmas és ezért "szakítaniuk" kell. A távozó Hollyt Nat utoléri és együtt szálnak fel egy éjszakai buszra.
2001: Holly és Nat családot alapított, lányuk Marina idősebb gyerekének legjobb barátnője. Holly és Marina eltávolodtak egymástól, de továbbra is jelen vannak egymás életében.
|  | Itt a vége a cselekmény részletezésének! |

## Szereplők
| Színész             | Szerep          | Magyar hang     |
| ------------------- | --------------- | --------------- |
| Michelle Williams   | Holly           | Zsigmond Tamara |
| Ella Jones          | Holly fiatalon  |                 |
| Anna Friel          | Marina          | Törtei Tünde    |
| Anna Popplewell     | Marina fiatalon |                 |
| Kyle MacLachlan     | Daniel          | Kárpáti Levente |
| Oliver Milburn      | Nat             | Crespo Rodrigo  |
| Cameron Powrie      | Nat fiatalon    |                 |
| Trudie Styler       | Linda           | Sz. Nagy Ildikó |
| Marianne Denicourt  | Isabel          | Pap Katalin     |
| Adrian Lukis        | Leo             |                 |
| Steve John Shepherd | Carl            | Papp Dániel     |
| Allan Corduner      | Max             | Faragó András   |
| Nicky Henson        | Ray             | Sztarenki Pál   |